# José Carlos Aleluia
José Carlos Aleluia Costa GOMM (Salvador, 9 de dezembro de 1947) é um professor, engenheiro eletricista e político brasileiro filiado ao União Brasil (UNIÃO). Foi deputado federal pela Bahia por seis mandatos.
Formado pela Universidade Federal da Bahia, onde também trabalhou como professor na Escola Politécnica, foi diretor da Coelba e diretor e presidente da Chesf entre 1987 e 1989.
Iniciou sua carreira política em 1990, elegendo-se deputado federal pela Bahia pelo então PFL, sendo reeleito consecutivamente em 1994, 1998, 2002 e 2006. Foi líder do PFL na Câmara entre 2003 e 2005, e líder da Minoria de 2005 a 2007.
Como principais ações no parlamento, Aleluia foi o relator da Lei de Crimes Ambientais; da Lei de Informática; da PEC dos Portos; e do Regime Automotivo Especial do Nordeste. Aleluia também é o autor da emenda que criou o Programa de Incentivo às Fontes Alternativas de Energia Elétrica (Proinfa).
Admitido à Ordem do Mérito Militar no grau de Comendador especial pelo presidente Fernando Henrique Cardoso em 1995, Aleluia foi promovido em 2003 ao grau de Grande-Oficial por Luiz Inácio Lula da Silva.
Nas eleições de 2010, foi candidato ao Senado Federal pelo DEM, mas obteve apenas 8,12% dos votos válidos e ficou na quinta colocação.
Em 2014, voltou a ser candidato a deputado federal e conseguiu ser eleito com mais de 100 mil votos.
Em 2015, votou a favor do impeachment da presidente Dilma Rousseff. Em abril de 2017, foi membro da Comissão que debateu e aprovou a reforma trabalhista de Temer, atuando em defesa do fim do imposto sindical. Em agosto de 2017, votou contra o processo em que se pedia abertura de investigação do então Presidente Michel Temer. Em novembro de 2017, como membro da Comissão de Constituição e Justiça da Câmara, votou a favor da PEC que pede o fim do foro privilegiado para políticos, juízes e demais autoridades.
É atualmente presidente estadual do Democratas na Bahia; presidente do Instituto Liberdade e Cidadania; vice-presidente da União de Partidos Latino-Americanos (UPLA) e vice-presidente da União Internacional Democrata (IDU).
Em 2018, tentou ser reeleito, mas não obteve êxito com cerca de 68 mil votos. É o segundo suplente da coligação PRB/PV/DEM, atrás da Tia Eron.